# Медвежка (Омутинский район)
Медвежка — деревня в Омутинском районе Тюменской области России. Входит в состав Ситниковского сельского поселения. Основана в 1748 году.

## География
Расположена в южной части области, на крайнем востоке района, в зоне лесостепи, на реке Медвежка (приток Солоновки) в 23 км к юго-востоку от села Омутинское, в 170 км от Тюмени и в 23 км к западу от Голышманово. На реке вблизи деревни сооружён пруд.

## История
Входит с 2004 года в образованное муниципальное образование Ситниковское сельское поселение согласно Закону Тюменской области от 5 ноября 2004 года № 263 «Об установлении границ муниципальных образований Тюменской области и наделении их статусом муниципального района, городского округа и сельского поселения».

## Население
| 2010 |
| ---- |
| 28   |

Численность населения в разные годы:
- 1748 год 10 человек
- 1788 год 104 человека (20 домов)
- 1789 год 174 человека
- 1790 год 163 человека
- 1851 год 244 человека

## Инфраструктура
Личное подсобное хозяйство.

## Транспорт
Имеется тупиковая подъездная дорога к деревне со стороны села Ситниково. Ближайшая ж.-д. станция находится в посёлке Ламенский (6,5 км к северу, на линии Тюмень — Омск).